# Cycais
Cycais es un género de arañas araneomorfas de la familia Corinnidae. Se encuentra en Asia.

## Lista de especies
Según The World Spider Catalog 12.0:
- Cycais cylindrata Thorell, 1877
- Cycais gracilis Karsch, 1879